# Agnara ferrarai
Agnara ferrarai is een pissebed uit de familie Agnaridae. De wetenschappelijke naam van de soort is voor het eerst geldig gepubliceerd in 1995 door Jeon & Kwon.